# Жак III де Люксембург-Фиенн
Жак III де Люксембург (фр. Jacques III de Luxembourg; ум. 1530) — граф де Гавр, сеньор де Фиенн, Армантьер, Соттенгьен, Эркенгем-Лис, Оси-ле-Шато.
Сын Жака II де Люксембурга, графа де Гавр, и Маргариты де Брюгге.
Камергер императора Карла V, губернатор Лилля, Дуэ и Орши в 1513—1530, губернатор и капитан-генерал графства Фландрии в 1517—1530.
На капитуле в Барселоне в 1519 году принят в рыцари ордена Золотого руна.
В кампанию 1521 года овладел Турне.
Жена: Элен де Крой (ум. 1535), дочь Анри де Кроя, графа де Порсеана, и Шарлотты де Шатобриан. Брак был бездетным, и владения линии Люксембург-Фиенн перешли к его сестре Франсуазе.